# Nevada (Ntò)
Nevada è il quinto album in studio del rapper italiano Ntò, pubblicato il 28 febbraio 2020 dall'etichetta discografica Sony Music e quindi il primo album per una major.

## Tracce
1. G Nera – 2:34
2. Mi conosci (feat. Giaime) – 2:52
3. Antiproiettile (feat. Jake La Furia) – 2:56
4. Paranoia – 2:52
5. Nevada (feat. Clementino) – 2:59
6. Dipendenza – 2:40
7. Diva (feat. Enzo Avitabile & Nina Zilli) – 2:40
8. Salut (feat. Speranza) – 3:09
9. Lexotan (feat. Nico Tesla) – 3:38
10. Petrolio (feat. Emiliana Cantone) – 3:10
11. Ti faccio ricca (feat. Gianni Bismark) – 4:07
12. Primma d'e' bucìe – 2:23

## Formazione
Musicisti
- Ntò – voce
- Giaime – voce aggiuntiva (traccia 2)
- Jake La Furia – voce aggiuntiva (traccia 3)
- Clementino – voce aggiuntiva (traccia 5)
- Enzo Avitabile – voce aggiuntiva (traccia 7)
- Nina Zilli – voce aggiuntiva (traccia 7)
- Speranza – voce aggiuntiva (traccia 8)
- Nico Tesla – voce aggiuntiva (traccia 9)
- Emiliana Cantone – voce aggiuntiva (traccia 10)
- Gianni Bismark - voce aggiuntiva (traccia 11)
- Chadia Rodríguez - voce aggiuntiva (traccia 11)
- Dj Klonh - prod. (traccia 1, traccia 8, traccia 11)
- Andry The Hitmaker & MadReal - prod. (traccia 2)
- G Ferrari - prod. (traccia 3)
- Cashfloe - prod. (traccia 4, traccia 6, traccia 7, traccia 9, traccia 12)
- Gianluca Brugnano - prod. (traccia 5)
- Stabile - prod. (traccia 10)